# Richard, 4. Fyrste af Sayn-Wittgenstein-Berleburg
Richard, 4. Fyrste til Sayn-Wittgenstein-Berleburg (27. maj 1882 – 25. april 1925) var den fjerde og sidste fyrste af det mediatiserede tyske fyrstendømme Sayn-Wittgenstein-Berleburg fra 1904 til 1918, hvorefter han var familieoverhoved for fyrstehuset Sayn-Wittgenstein-Berleburg frem til sin død i 1925.

## Biografi
Prins Richard blev født den 27. maj 1882 i Bad Berleburg i Tyskland som søn af Albrecht, 3. Fyrste af Sayn-Wittgenstein-Berleburg i hans ægteskab med baronesse Marie von Gemmingen-Hornberg. 
Ved faderens død i 1902 blev han fyrste. Han mistede dog sin titel, da monarkiet blev afskaffet i Tyskland ved Novemberrevolutionen i 1918. Uofficielt fortsatte brugen af fyrstetitlen dog, også efter 1918.
Fyrst Richard døde som 42-årig ved en trafikulykke i Hanau den 25. april 1925. Han blev efterfulgt som familieoverhoved af sin ældste søn, Gustav Albrecht.

## Ægteskab og børn
Arevprins Richard giftede sig den 21. november 1902 på Langenzell med prinsesse Madeleine af Löwenstein-Wertheim-Freudenberg. De fik tre børn:
- Gustav Albrecht af Sayn-Wittgenstein-Berleburg (28. februar 1907 - 1944) (erklæret død i 1969)
- Christian Heinrich af Sayn-Wittgenstein-Hohenstein (20. september 1908 - 17. august 1983)
- Ludwig Ferdinand af Sayn-Wittgenstein-Berleburg (4. april 1910 - 22. november 1943)